# Philip Daubenspeck
Philip "Phil" Burton Daubenspeck (28. oktober 1906 – 6. marts 1951) var en amerikansk vandpolospiller, som deltog i de olympiske lege 1932 i Los Angeles og 1936 i Berlin. 
Daubenspeck vandt en bronzemedalje i vandpolo under OL 1932 i Los Angeles. Han var med på det amerikanske hold som kom på en tredjeplads efter Ungarn og Tyskland. Han spillede i alle fire kampe i OL-turneringen. 
Fire år senere, under OL 1936 i Berlin, var han med på det amerikanske vandpolohold som blev slået ud efter den indledende runde, hvor han spillede med i alle tre kampe.